# Interlands Frans voetbalelftal 2010-2019
Deze pagina toont een gedetailleerd overzicht van de interlands die het Frans voetbalelftal heeft gespeeld in de periode 2010 – 2019.

## Interlands

### 2010
|                                                                      |           |                                  |        |                                                                                       |
| 3 maart Vriendschappelijk № 723 «onderlinge duels» 21:00 uur (UTC+1) | Frankrijk | 0 – 2                            | Spanje | Stade de France, Saint-Denis Toeschouwers: 79.021 Scheidsrechter: Craig Thomson (SCO) |
| 3 maart Vriendschappelijk № 723 «onderlinge duels» 21:00 uur (UTC+1) |           | 21' David Villa 45' Sergio Ramos |        | Stade de France, Saint-Denis Toeschouwers: 79.021 Scheidsrechter: Craig Thomson (SCO) |

|                                                                     |                                                  |       |                      |                                                                                            |
| 26 mei Vriendschappelijk № 724 «onderlinge duels» 21:00 uur (UTC+2) | Frankrijk                                        | 2 – 1 | Costa Rica           | Stade Félix Bollaert, Lens Toeschouwers: 40.000 Scheidsrechter: Vladislav Bezborodov (RUS) |
| 26 mei Vriendschappelijk № 724 «onderlinge duels» 21:00 uur (UTC+2) | Douglas Sequeira 22' (e.d.) Mathieu Valbuena 83' |       | 11' Carlos Hernández | Stade Félix Bollaert, Lens Toeschouwers: 40.000 Scheidsrechter: Vladislav Bezborodov (RUS) |

|                                                                     |                |       |                    |                                                                                   |
| 30 mei Vriendschappelijk № 725 «onderlinge duels» 20:00 uur (UTC+1) | Tunesië        | 1 – 1 | Frankrijk          | Stade du 7 novembre, Radès Toeschouwers: 55.000 Scheidsrechter: Adel Erraiî (LBY) |
| 30 mei Vriendschappelijk № 725 «onderlinge duels» 20:00 uur (UTC+1) | Issam Jemaa 6' |       | 62' William Gallas | Stade du 7 novembre, Radès Toeschouwers: 55.000 Scheidsrechter: Adel Erraiî (LBY) |

|                                                                     |           |                    |       |                                                                                            |
| 4 juni Vriendschappelijk № 726 «onderlinge duels» 18:00 uur (UTC+2) | Frankrijk | 0 – 1              | China | Stade Michel Volnay, Saint-Pierre Toeschouwers: 10.043 Scheidsrechter: Pedro Proença (POR) |
| 4 juni Vriendschappelijk № 726 «onderlinge duels» 18:00 uur (UTC+2) |           | 68' Zhuoxiang Deng |       | Stade Michel Volnay, Saint-Pierre Toeschouwers: 10.043 Scheidsrechter: Pedro Proença (POR) |

| Wereldkampioenschap voetbal 2010 |
| -------------------------------- |

|                                                                    |           |       |           |                                                                                        |
| 11 juni WK 2010 Groep A № 727 «onderlinge duels» 20:30 uur (UTC+2) | Uruguay   | 0 – 0 | Frankrijk | Groenpuntstadion, Kaapstad Toeschouwers: 65.000 Scheidsrechter: Yuichi Nishimura (JPN) |
| 11 juni WK 2010 Groep A № 727 «onderlinge duels» 20:30 uur (UTC+2) | (details) |       |           | Groenpuntstadion, Kaapstad Toeschouwers: 65.000 Scheidsrechter: Yuichi Nishimura (JPN) |

|                                                                    |           |           |                                                   |                                                                                            |
| 17 juni WK 2010 Groep A № 728 «onderlinge duels» 20:30 uur (UTC+2) | Frankrijk | 0 – 2     | Mexico                                            | Peter Mokabastadion, Polokwane Toeschouwers: 35.370 Scheidsrechter: Khalil Al Ghamdi (KSA) |
| 17 juni WK 2010 Groep A № 728 «onderlinge duels» 20:30 uur (UTC+2) |           | (details) | 64' Javier Hernández 79' (pen.) Cuauhtémoc Blanco | Peter Mokabastadion, Polokwane Toeschouwers: 35.370 Scheidsrechter: Khalil Al Ghamdi (KSA) |

|                                                                    |                     |           |                                        |                                                                                      |
| 22 juni WK 2010 Groep A № 729 «onderlinge duels» 16:00 uur (UTC+2) | Frankrijk           | 1 – 2     | Zuid-Afrika                            | Vrystaat-stadion, Bloemfontein Toeschouwers: 39.415 Scheidsrechter: Óscar Ruiz (COL) |
| 22 juni WK 2010 Groep A № 729 «onderlinge duels» 16:00 uur (UTC+2) | Florent Malouda 70' | (details) | 20' Bongani Khumalo 37' Katlego Mphela | Vrystaat-stadion, Bloemfontein Toeschouwers: 39.415 Scheidsrechter: Óscar Ruiz (COL) |

|  |  |  |  |  |  |  |  |  |

|                                                                          |                                       |       |                    |                                                                                 |
| 11 augustus Vriendschappelijk № 730 «onderlinge duels» 21:15 uur (UTC+2) | Noorwegen                             | 2 – 1 | Frankrijk          | Ullevaalstadion, Oslo Toeschouwers: 15.165 Scheidsrechter: Carlos Velasco (ESP) |
| 11 augustus Vriendschappelijk № 730 «onderlinge duels» 21:15 uur (UTC+2) | Erik Huseklepp 51' Erik Huseklepp 71' |       | 48' Hatem Ben Arfa | Ullevaalstadion, Oslo Toeschouwers: 15.165 Scheidsrechter: Carlos Velasco (ESP) |

|                                                                                     |           |                    |             |                                                                                        |
| 3 september EK 2012 kwalificatie Groep D № 731 «onderlinge duels» 21:00 uur (UTC+2) | Frankrijk | 0 – 1              | Wit-Rusland | Stade de France, Saint-Denis Toeschouwers: 76.395 Scheidsrechter: William Collum (SCO) |
| 3 september EK 2012 kwalificatie Groep D № 731 «onderlinge duels» 21:00 uur (UTC+2) |           | 86' Sergey Kislyak |             | Stade de France, Saint-Denis Toeschouwers: 76.395 Scheidsrechter: William Collum (SCO) |

|                                                                                     |                       |                                       |           |                                                                                |
| 7 september EK 2012 kwalificatie Groep D № 732 «onderlinge duels» 21:00 uur (UTC+2) | Bosnië en Herzegovina | 0 – 2                                 | Frankrijk | Koševostadion, Sarajevo Toeschouwers: 30.000 Scheidsrechter: Felix Brych (GER) |
| 7 september EK 2012 kwalificatie Groep D № 732 «onderlinge duels» 21:00 uur (UTC+2) |                       | 72' Karim Benzema 78' Florent Malouda |           | Koševostadion, Sarajevo Toeschouwers: 30.000 Scheidsrechter: Felix Brych (GER) |

|                                                                                   |                                  |       |          |                                                                                       |
| 8 oktober EK 2012 kwalificatie Groep D № 733 «onderlinge duels» 21:00 uur (UTC+2) | Frankrijk                        | 2 – 0 | Roemenië | Stade de France, Saint-Denis Toeschouwers: 79.299 Scheidsrechter: Pedro Proença (POR) |
| 8 oktober EK 2012 kwalificatie Groep D № 733 «onderlinge duels» 21:00 uur (UTC+2) | Loïc Rémy 83' Yoann Gourcuff 90' |       |          | Stade de France, Saint-Denis Toeschouwers: 79.299 Scheidsrechter: Pedro Proença (POR) |

|                                                                                    |                                      |       |           |                                                                                   |
| 12 oktober EK 2012 kwalificatie Groep D № 734 «onderlinge duels» 21:00 uur (UTC+2) | Frankrijk                            | 2 – 0 | Luxemburg | Stade Saint-Symphorien, Metz Toeschouwers: 24.710 Scheidsrechter: Matej Jug (SLO) |
| 12 oktober EK 2012 kwalificatie Groep D № 734 «onderlinge duels» 21:00 uur (UTC+2) | Karim Benzema 22' Yoann Gourcuff 76' |       |           | Stade Saint-Symphorien, Metz Toeschouwers: 24.710 Scheidsrechter: Matej Jug (SLO) |

|                                                                        |                  |       |                                        |                                                                                    |
| 17 november Vriendschappelijk № 735 «onderlinge duels» 20:00 uur (UTC) | Engeland         | 1 – 2 | Frankrijk                              | Wembley Stadium, Londen Toeschouwers: 85.495 Scheidsrechter: Claus Bo Larsen (DEN) |
| 17 november Vriendschappelijk № 735 «onderlinge duels» 20:00 uur (UTC) | Peter Crouch 86' |       | 16' Karim Benzema 55' Mathieu Valbuena | Wembley Stadium, Londen Toeschouwers: 85.495 Scheidsrechter: Claus Bo Larsen (DEN) |

### 2011
|                                                                         |                   |       |          |                                                                                        |
| 9 februari Vriendschappelijk № 736 «onderlinge duels» 21:00 uur (UTC+1) | Frankrijk         | 1 – 0 | Brazilië | Stade de France, Saint-Denis Toeschouwers: 79.712 Scheidsrechter: Wolfgang Stark (GER) |
| 9 februari Vriendschappelijk № 736 «onderlinge duels» 21:00 uur (UTC+1) | Karim Benzema 55' |       |          | Stade de France, Saint-Denis Toeschouwers: 79.712 Scheidsrechter: Wolfgang Stark (GER) |

|                                                                                  |           |                                       |           |                                                                                   |
| 25 maart EK 2012 kwalificatie Groep D № 737 «onderlinge duels» 21:00 uur (UTC+1) | Luxemburg | 0 – 2                                 | Frankrijk | Stade Josy Barthel, Luxemburg Toeschouwers: 8.400 Scheidsrechter: Tom Hagen (NOR) |
| 25 maart EK 2012 kwalificatie Groep D № 737 «onderlinge duels» 21:00 uur (UTC+1) |           | 28' Philippe Mexès 72' Yoann Gourcuff |           | Stade Josy Barthel, Luxemburg Toeschouwers: 8.400 Scheidsrechter: Tom Hagen (NOR) |

|                                                                       |           |       |         |                                                                                    |
| 29 maart Vriendschappelijk № 738 «onderlinge duels» 21:00 uur (UTC+2) | Frankrijk | 0 – 0 | Kroatië | Stade de France, Saint-Denis Toeschouwers: 60.000 Scheidsrechter: Alan Kelly (IRL) |
| 29 maart Vriendschappelijk № 738 «onderlinge duels» 21:00 uur (UTC+2) |           |       |         | Stade de France, Saint-Denis Toeschouwers: 60.000 Scheidsrechter: Alan Kelly (IRL) |

|                                                                                |                        |       |                     |                                                                                 |
| 3 juni EK 2012 kwalificatie Groep D № 739 «onderlinge duels» 20:45 uur (UTC+3) | Wit-Rusland            | 1 – 1 | Frankrijk           | Dinamostadion, Minsk Toeschouwers: 27.000 Scheidsrechter: David Fernández (ESP) |
| 3 juni EK 2012 kwalificatie Groep D № 739 «onderlinge duels» 20:45 uur (UTC+3) | Éric Abidal 20' (e.d.) |       | 22' Florent Malouda | Dinamostadion, Minsk Toeschouwers: 27.000 Scheidsrechter: David Fernández (ESP) |

|                                                                     |                           |       |                                                                         |                                                                                   |
| 6 juni Vriendschappelijk № 740 «onderlinge duels» 22:00 uur (UTC+3) | Oekraïne                  | 1 – 4 | Frankrijk                                                               | Donbas Arena, Donetsk Toeschouwers: 11.200 Scheidsrechter: Mark Clattenburg (ENG) |
| 6 juni Vriendschappelijk № 740 «onderlinge duels» 22:00 uur (UTC+3) | Anatolij Tymosjtsjoek 53' |       | 58' Kevin Gameiro 87' Marvin Martin 89' Younès Kaboul 90' Marvin Martin | Donbas Arena, Donetsk Toeschouwers: 11.200 Scheidsrechter: Mark Clattenburg (ENG) |

|                                                                     |       |                             |           |                                                                                            |
| 9 juni Vriendschappelijk № 741 «onderlinge duels» 21:00 uur (UTC+2) | Polen | 0 – 1                       | Frankrijk | Wojska Polskiegostadion, Warschau Toeschouwers: 32.000 Scheidsrechter: Björn Kuipers (NED) |
| 9 juni Vriendschappelijk № 741 «onderlinge duels» 21:00 uur (UTC+2) |       | 12' (e.d.) Tomasz Jodłowiec |           | Wojska Polskiegostadion, Warschau Toeschouwers: 32.000 Scheidsrechter: Björn Kuipers (NED) |

|                                                                          |               |       |                     |                                                                                           |
| 10 augustus Vriendschappelijk № 742 «onderlinge duels» 21:00 uur (UTC+2) | Frankrijk     | 1 – 1 | Chili               | Stade de la Mosson, Montpellier Toeschouwers: 30.000 Scheidsrechter: Stuart Attwell (ENG) |
| 10 augustus Vriendschappelijk № 742 «onderlinge duels» 21:00 uur (UTC+2) | Loïc Rémy 20' |       | 76' Nicolás Córdova | Stade de la Mosson, Montpellier Toeschouwers: 30.000 Scheidsrechter: Stuart Attwell (ENG) |

|                                                                                     |                   |       |                                   |                                                                                         |
| 2 september EK 2012 kwalificatie Groep D № 743 «onderlinge duels» 21:00 uur (UTC+2) | Albanië           | 1 – 2 | Frankrijk                         | Qemal Stafastadion, Tirana Toeschouwers: 30.000 Scheidsrechter: Aleksej Nikolajev (RUS) |
| 2 september EK 2012 kwalificatie Groep D № 743 «onderlinge duels» 21:00 uur (UTC+2) | Erjon Bogdani 46' |       | 11' Karim Benzema 18' Yann M'Vila | Qemal Stafastadion, Tirana Toeschouwers: 30.000 Scheidsrechter: Aleksej Nikolajev (RUS) |

|                                                                                     |          |       |           |                                                                                      |
| 6 september EK 2012 kwalificatie Groep D № 744 «onderlinge duels» 21:30 uur (UTC+3) | Roemenië | 0 – 0 | Frankrijk | Stadionul Național, Boekarest Toeschouwers: 49.182 Scheidsrechter: Howard Webb (ENG) |
| 6 september EK 2012 kwalificatie Groep D № 744 «onderlinge duels» 21:30 uur (UTC+3) |          |       |           | Stadionul Național, Boekarest Toeschouwers: 49.182 Scheidsrechter: Howard Webb (ENG) |

|                                                                                   |                                                          |       |         |                                                                                             |
| 7 oktober EK 2012 kwalificatie Groep D № 745 «onderlinge duels» 21:00 uur (UTC+2) | Frankrijk                                                | 3 – 0 | Albanië | Stade de France, Saint-Denis Toeschouwers: 67.000 Scheidsrechter: Mihalis Koukoulakis (GRE) |
| 7 oktober EK 2012 kwalificatie Groep D № 745 «onderlinge duels» 21:00 uur (UTC+2) | Florent Malouda 11' Loïc Rémy 38' Anthony Réveillère 67' |       |         | Stade de France, Saint-Denis Toeschouwers: 67.000 Scheidsrechter: Mihalis Koukoulakis (GRE) |

|                                                                                    |                        |       |                       |                                                                                       |
| 11 oktober EK 2012 kwalificatie Groep D № 746 «onderlinge duels» 21:00 uur (UTC+2) | Frankrijk              | 1 – 1 | Bosnië en Herzegovina | Stade de France, Saint-Denis Toeschouwers: 78.457 Scheidsrechter: Craig Thomson (SCO) |
| 11 oktober EK 2012 kwalificatie Groep D № 746 «onderlinge duels» 21:00 uur (UTC+2) | Samir Nasri 77' (pen.) |       | 40' Edin Džeko        | Stade de France, Saint-Denis Toeschouwers: 78.457 Scheidsrechter: Craig Thomson (SCO) |

|                                                                          |               |       |                  |                                                                                             |
| 11 november Vriendschappelijk № 747 «onderlinge duels» 20:00 uur (UTC+1) | Frankrijk     | 1 – 0 | Verenigde Staten | Stade de France, Saint-Denis Toeschouwers: 70.018 Scheidsrechter: Mihalis Koukoulakis (GRE) |
| 11 november Vriendschappelijk № 747 «onderlinge duels» 20:00 uur (UTC+1) | Loïc Rémy 72' |       |                  | Stade de France, Saint-Denis Toeschouwers: 70.018 Scheidsrechter: Mihalis Koukoulakis (GRE) |

|                                                                          |           |       |        |                                                                                               |
| 15 november Vriendschappelijk № 748 «onderlinge duels» 21:00 uur (UTC+1) | Frankrijk | 0 – 0 | België | Stade de France, Saint-Denis Toeschouwers: 50.000 Scheidsrechter: César Muñiz Fernández (ESP) |
| 15 november Vriendschappelijk № 748 «onderlinge duels» 21:00 uur (UTC+1) |           |       |        | Stade de France, Saint-Denis Toeschouwers: 50.000 Scheidsrechter: César Muñiz Fernández (ESP) |

### 2012
|                                                                          |           |       |                                        |                                                                                   |
| 29 februari Vriendschappelijk № 749 «onderlinge duels» 20:45 uur (UTC+1) | Duitsland | 1 – 2 | Frankrijk                              | Weserstadion, Bremen Toeschouwers: 37.800 Scheidsrechter: Paolo Tagliavento (ITA) |
| 29 februari Vriendschappelijk № 749 «onderlinge duels» 20:45 uur (UTC+1) | Cacau 90' |       | 21' Olivier Giroud 69' Florent Malouda | Weserstadion, Bremen Toeschouwers: 37.800 Scheidsrechter: Paolo Tagliavento (ITA) |

|                                                                     |                                                     |       |                                              |                                                                                                |
| 27 mei Vriendschappelijk № 750 «onderlinge duels» 21:00 uur (UTC+2) | Frankrijk                                           | 3 – 2 | IJsland                                      | Stade du Hainaut, Valenciennes Toeschouwers: 24.000 Scheidsrechter: Sébastien Delferière (BEL) |
| 27 mei Vriendschappelijk № 750 «onderlinge duels» 21:00 uur (UTC+2) | Mathieu Debuchy 52' Franck Ribéry 85' Adil Rami 87' |       | 28' Birkir Bjarnason 34' Kolbeinn Sigþórsson | Stade du Hainaut, Valenciennes Toeschouwers: 24.000 Scheidsrechter: Sébastien Delferière (BEL) |

|                                                                     |                                       |       |        |                                                                                      |
| 31 mei Vriendschappelijk № 751 «onderlinge duels» 21:00 uur (UTC+2) | Frankrijk                             | 2 – 0 | Servië | Stade Auguste-Delaune, Reims Toeschouwers: 12.000 Scheidsrechter: Knut Kircher (GER) |
| 31 mei Vriendschappelijk № 751 «onderlinge duels» 21:00 uur (UTC+2) | Franck Ribéry 11' Florent Malouda 15' |       |        | Stade Auguste-Delaune, Reims Toeschouwers: 12.000 Scheidsrechter: Knut Kircher (GER) |

|                                                                     |                                                                        |       |         |                                                                         |
| 5 juni Vriendschappelijk № 752 «onderlinge duels» 21:00 uur (UTC+2) | Frankrijk                                                              | 4 – 0 | Estland | MMArena, Le Mans Toeschouwers: 24.000 Scheidsrechter: Liran Liany (ISR) |
| 5 juni Vriendschappelijk № 752 «onderlinge duels» 21:00 uur (UTC+2) | Franck Ribéry 25' Karim Benzema 37' Karim Benzema 47' Jérémy Ménez 90' |       |         | MMArena, Le Mans Toeschouwers: 24.000 Scheidsrechter: Liran Liany (ISR) |

| Europees kampioenschap voetbal 2012 |
| ----------------------------------- |

|                                                                    |                 |       |                    |                                                                                 |
| 11 juni EK 2012 Groep D № 753 «onderlinge duels» 19:00 uur (UTC+3) | Frankrijk       | 1 – 1 | Engeland           | NSK Olimpiejsky, Kiev Toeschouwers: 47.400 Scheidsrechter: Nicola Rizzoli (ITA) |
| 11 juni EK 2012 Groep D № 753 «onderlinge duels» 19:00 uur (UTC+3) | Samir Nasri 39' |       | 30' Joleon Lescott | NSK Olimpiejsky, Kiev Toeschouwers: 47.400 Scheidsrechter: Nicola Rizzoli (ITA) |

|                                                                    |          |                                   |           |                                                                                |
| 15 juni EK 2012 Groep D № 754 «onderlinge duels» 19:00 uur (UTC+3) | Oekraïne | 0 – 2                             | Frankrijk | Donbas Arena, Donetsk Toeschouwers: 48.000 Scheidsrechter: Björn Kuipers (NED) |
| 15 juni EK 2012 Groep D № 754 «onderlinge duels» 19:00 uur (UTC+3) |          | 53' Jérémy Ménez 56' Yohan Cabaye |           | Donbas Arena, Donetsk Toeschouwers: 48.000 Scheidsrechter: Björn Kuipers (NED) |

|                                                                    |                                                |       |           |                                                                                |
| 19 juni EK 2012 Groep D № 755 «onderlinge duels» 21:45 uur (UTC+3) | Zweden                                         | 2 – 0 | Frankrijk | NSK Olimpiejsky, Kiev Toeschouwers: 63.010 Scheidsrechter: Pedro Proença (POR) |
| 19 juni EK 2012 Groep D № 755 «onderlinge duels» 21:45 uur (UTC+3) | Zlatan Ibrahimović 54' Sebastian Larsson 90+1' |       |           | NSK Olimpiejsky, Kiev Toeschouwers: 63.010 Scheidsrechter: Pedro Proença (POR) |

|                                                                        |                                         |       |           |                                                                                 |
| 23 juni EK 2012 Kwartfinale № 756 «onderlinge duels» 21:45 uur (UTC+3) | Spanje                                  | 2 – 0 | Frankrijk | Donbas Arena, Donetsk Toeschouwers: 47.000 Scheidsrechter: Nicola Rizzoli (ITA) |
| 23 juni EK 2012 Kwartfinale № 756 «onderlinge duels» 21:45 uur (UTC+3) | Xabi Alonso 19' Xabi Alonso 90+1' (pen) |       |           | Donbas Arena, Donetsk Toeschouwers: 47.000 Scheidsrechter: Nicola Rizzoli (ITA) |

|  |  |  |  |  |  |  |  |  |

|                                                                          |           |       |         |                                                                                  |
| 15 augustus Vriendschappelijk № 757 «onderlinge duels» 21:00 uur (UTC+2) | Frankrijk | 0 – 0 | Uruguay | Stade Océane, Le Havre Toeschouwers: 25.000 Scheidsrechter: Daniele Orsato (ITA) |
| 15 augustus Vriendschappelijk № 757 «onderlinge duels» 21:00 uur (UTC+2) |           |       |         | Stade Océane, Le Havre Toeschouwers: 25.000 Scheidsrechter: Daniele Orsato (ITA) |

|                                                                                     |         |                |           |                                                                                      |
| 7 september WK 2014 kwalificatie Groep I № 758 «onderlinge duels» 21:30 uur (UTC+3) | Finland | 0 – 1          | Frankrijk | Olympisch Stadion, Helsinki Toeschouwers: 35.111 Scheidsrechter: Craig Thomson (SCO) |
| 7 september WK 2014 kwalificatie Groep I № 758 «onderlinge duels» 21:30 uur (UTC+3) |         | 20' Abou Diaby |           | Olympisch Stadion, Helsinki Toeschouwers: 35.111 Scheidsrechter: Craig Thomson (SCO) |

|                                                                                      |                                                            |       |                   |                                                                                       |
| 11 september WK 2014 kwalificatie Groep I № 759 «onderlinge duels» 21:00 uur (UTC+2) | Frankrijk                                                  | 3 – 1 | Wit-Rusland       | Stade de France, Saint-Denis Toeschouwers: 52.522 Scheidsrechter: Hüseyin Göçek (TUR) |
| 11 september WK 2014 kwalificatie Groep I № 759 «onderlinge duels» 21:00 uur (UTC+2) | Étienne Capoue 49' Christophe Jallet 68' Franck Ribéry 80' |       | 72' Anton Putsila | Stade de France, Saint-Denis Toeschouwers: 52.522 Scheidsrechter: Hüseyin Göçek (TUR) |

|                                                                         |           |                    |       |                                                                                        |
| 12 oktober Vriendschappelijk № 760 «onderlinge duels» 21:00 uur (UTC+2) | Frankrijk | 0 – 1              | Japan | Stade de France, Saint-Denis Toeschouwers: 60.205 Scheidsrechter: William Collum (SCO) |
| 12 oktober Vriendschappelijk № 760 «onderlinge duels» 21:00 uur (UTC+2) |           | 88' Yasuyuki Konno |       | Stade de France, Saint-Denis Toeschouwers: 60.205 Scheidsrechter: William Collum (SCO) |

|                                                                                    |                  |       |                      |                                                                                         |
| 16 oktober WK 2014 kwalificatie Groep I № 761 «onderlinge duels» 21:00 uur (UTC+2) | Spanje           | 1 – 1 | Frankrijk            | Estadio Vicente Calderón, Madrid Toeschouwers: 46.825 Scheidsrechter: Felix Brych (GER) |
| 16 oktober WK 2014 kwalificatie Groep I № 761 «onderlinge duels» 21:00 uur (UTC+2) | Sergio Ramos 25' |       | 90+4' Olivier Giroud | Estadio Vicente Calderón, Madrid Toeschouwers: 46.825 Scheidsrechter: Felix Brych (GER) |

|                                                                      |                         |       |                                          |                                                                                        |
| 14 november Vriendschappelijk № 762 «onderlinge duels» 20:45 (UTC+1) | Italië                  | 1 – 2 | Frankrijk                                | Stadio Ennio Tardini, Parma Toeschouwers: 19.665 Scheidsrechter: Alberto Undiano (ESP) |
| 14 november Vriendschappelijk № 762 «onderlinge duels» 20:45 (UTC+1) | Stephan El Shaarawy 35' |       | 37' Mathieu Valbuena 67' Bafétimbi Gomis | Stadio Ennio Tardini, Parma Toeschouwers: 19.665 Scheidsrechter: Alberto Undiano (ESP) |

### 2013
|                                                                         |                      |       |                                    |                                                                                         |
| 6 februari Vriendschappelijk № 763 «onderlinge duels» 21:00 uur (UTC+1) | Frankrijk            | 1 – 2 | Duitsland                          | Stade de France, Saint-Denis Toeschouwers: 75.000 Scheidsrechter: Paolo Mazzoleni (ITA) |
| 6 februari Vriendschappelijk № 763 «onderlinge duels» 21:00 uur (UTC+1) | Mathieu Valbuena 44' |       | 51' Thomas Müller 74' Sami Khedira | Stade de France, Saint-Denis Toeschouwers: 75.000 Scheidsrechter: Paolo Mazzoleni (ITA) |

|                                                                                  |                                                             |       |                          |                                                                                    |
| 22 maart WK 2014 kwalificatie Groep I № 764 «onderlinge duels» 21:00 uur (UTC+1) | Frankrijk                                                   | 3 – 1 | Georgië                  | Stade de France, Saint-Denis Toeschouwers: 71.147 Scheidsrechter: Ivan Bebek (CRO) |
| 22 maart WK 2014 kwalificatie Groep I № 764 «onderlinge duels» 21:00 uur (UTC+1) | Olivier Giroud 45+1' Mathieu Valbuena 47' Franck Ribéry 61' |       | 71' Aleksandr Kobachidze | Stade de France, Saint-Denis Toeschouwers: 71.147 Scheidsrechter: Ivan Bebek (CRO) |

|                                                                                  |           |                     |        |                                                                                       |
| 26 maart WK 2014 kwalificatie Groep I № 765 «onderlinge duels» 21:00 uur (UTC+1) | Frankrijk | 0 – 1               | Spanje | Stade de France, Saint-Denis Toeschouwers: 77.000 Scheidsrechter: Viktor Kassai (HUN) |
| 26 maart WK 2014 kwalificatie Groep I № 765 «onderlinge duels» 21:00 uur (UTC+1) |           | 58' Pedro Rodríguez |        | Stade de France, Saint-Denis Toeschouwers: 77.000 Scheidsrechter: Viktor Kassai (HUN) |

|                                                                     |                 |       |           |                                                                                         |
| 5 juni Vriendschappelijk № 766 «onderlinge duels» 21:00 uur (UTC−3) | Uruguay         | 1 – 0 | Frankrijk | Estadio Centenario, Montevideo Toeschouwers: 20.000 Scheidsrechter: Antonio Arias (PAR) |
| 5 juni Vriendschappelijk № 766 «onderlinge duels» 21:00 uur (UTC−3) | Luis Suárez 50' |       |           | Estadio Centenario, Montevideo Toeschouwers: 20.000 Scheidsrechter: Antonio Arias (PAR) |

|                                                                     |                                         |       |           |                                                                                          |
| 9 juni Vriendschappelijk № 767 «onderlinge duels» 16:00 uur (UTC−3) | Brazilië                                | 3 – 0 | Frankrijk | Arena do Grêmio, Porto Alegre Toeschouwers: 51.643 Scheidsrechter: Víctor Carrillo (PER) |
| 9 juni Vriendschappelijk № 767 «onderlinge duels» 16:00 uur (UTC−3) | Oscar 54' Hernanes 85' Lucas 90' (pen.) |       |           | Arena do Grêmio, Porto Alegre Toeschouwers: 51.643 Scheidsrechter: Víctor Carrillo (PER) |

|                                                                          |        |       |           |                                                                                           |
| 14 augustus Vriendschappelijk № 768 «onderlinge duels» 21:00 uur (UTC+2) | België | 0 – 0 | Frankrijk | Koning Boudewijnstadion, Brussel Toeschouwers: 41.000 Scheidsrechter: Craig Thomson (SCO) |
| 14 augustus Vriendschappelijk № 768 «onderlinge duels» 21:00 uur (UTC+2) |        |       |           | Koning Boudewijnstadion, Brussel Toeschouwers: 41.000 Scheidsrechter: Craig Thomson (SCO) |

|                                                                                     |         |       |           |                                                                                           |
| 6 september WK 2014 kwalificatie Groep I № 769 «onderlinge duels» 22:15 uur (UTC+4) | Georgië | 0 – 0 | Frankrijk | Boris Paitsjadzestadion, Tbilisi Toeschouwers: 25.000 Scheidsrechter: Fırat Aydınus (TUR) |
| 6 september WK 2014 kwalificatie Groep I № 769 «onderlinge duels» 22:15 uur (UTC+4) |         |       |           | Boris Paitsjadzestadion, Tbilisi Toeschouwers: 25.000 Scheidsrechter: Fırat Aydınus (TUR) |

|                                                                                      |                                           |       |                                                                           |                                                                                  |
| 10 september WK 2014 kwalificatie Groep I № 770 «onderlinge duels» 22:00 uur (UTC+3) | Wit-Rusland                               | 2 – 4 | Frankrijk                                                                 | Centraalstadion, Homel Toeschouwers: 12.203 Scheidsrechter: Daniele Orsato (ITA) |
| 10 september WK 2014 kwalificatie Groep I № 770 «onderlinge duels» 22:00 uur (UTC+3) | Yahor Filipenka 32' Tsimafey Kalachow 57' |       | 47' (pen.) Franck Ribéry 64' Franck Ribéry 70' Samir Nasri 73' Paul Pogba | Centraalstadion, Homel Toeschouwers: 12.203 Scheidsrechter: Daniele Orsato (ITA) |

|                                                                         | |       |           |                                                                                       |
| 11 oktober Vriendschappelijk № 771 «onderlinge duels» 21:00 uur (UTC+2) | Frankrijk | 6 – 0 | Australië | Stade de France, Saint-Denis Toeschouwers: 40.710 Scheidsrechter: Artur Ribeiro (POR) |
| 11 oktober Vriendschappelijk № 771 «onderlinge duels» 21:00 uur (UTC+2) | Franck Ribéry 8' (pen.) Olivier Giroud 16' Olivier Giroud 27' Yohan Cabaye 29' Mathieu Debuchy 47' Karim Benzema 50' |       |           | Stade de France, Saint-Denis Toeschouwers: 40.710 Scheidsrechter: Artur Ribeiro (POR) |

|                                                                                    |                                                            |       |         |                                                                                             |
| 15 oktober WK 2014 kwalificatie Groep I № 772 «onderlinge duels» 21:00 uur (UTC+2) | Frankrijk                                                  | 3 – 0 | Finland | Stade de France, Saint-Denis Toeschouwers: 68.000 Scheidsrechter: Mihalis Koukoulakis (GRE) |
| 15 oktober WK 2014 kwalificatie Groep I № 772 «onderlinge duels» 21:00 uur (UTC+2) | Franck Ribéry 8' Joona Toivio 76' (e.d.) Karim Benzema 87' |       |         | Stade de France, Saint-Denis Toeschouwers: 68.000 Scheidsrechter: Mihalis Koukoulakis (GRE) |

|                                                                                       |                                                 |       |           |                                                                               |
| 15 november WK 2014 kwalificatie Play-offs № 773 «onderlinge duels» 21:45 uur (UTC+2) | Oekraïne                                        | 2 – 0 | Frankrijk | NSK Olimpiejsky, Kiev Toeschouwers: 67.732 Scheidsrechter: Cüneyt Çakır (TUR) |
| 15 november WK 2014 kwalificatie Play-offs № 773 «onderlinge duels» 21:45 uur (UTC+2) | Roman Zozoelja 61' Andrij Jarmolenko 83' (pen.) |       |           | NSK Olimpiejsky, Kiev Toeschouwers: 67.732 Scheidsrechter: Cüneyt Çakır (TUR) |

|                                                                                       |                                                       |       |          |                                                                                       |
| 19 november WK 2014 kwalificatie Play-offs № 774 «onderlinge duels» 21:00 uur (UTC+1) | Frankrijk                                             | 3 – 0 | Oekraïne | Stade de France, Saint-Denis Toeschouwers: 77.098 Scheidsrechter: Damir Skomina (SLO) |
| 19 november WK 2014 kwalificatie Play-offs № 774 «onderlinge duels» 21:00 uur (UTC+1) | Mamadou Sakho 22' Karim Benzema 34' Mamadou Sakho 72' |       |          | Stade de France, Saint-Denis Toeschouwers: 77.098 Scheidsrechter: Damir Skomina (SLO) |

### 2014
|                                                                      |                                      |       |           |                                                                                         |
| 5 maart Vriendschappelijk № 775 «onderlinge duels» 21:00 uur (UTC+1) | Frankrijk                            | 2 – 0 | Nederland | Stade de France, Saint-Denis Toeschouwers: 79.800 Scheidsrechter: Martin Atkinson (ENG) |
| 5 maart Vriendschappelijk № 775 «onderlinge duels» 21:00 uur (UTC+1) | Karim Benzema 32' Blaise Matuidi 41' |       |           | Stade de France, Saint-Denis Toeschouwers: 79.800 Scheidsrechter: Martin Atkinson (ENG) |

|                                                                     |                                                                    |       |           |                                                                                         |
| 27 mei Vriendschappelijk № 776 «onderlinge duels» 21:00 uur (UTC+2) | Frankrijk                                                          | 4 – 0 | Noorwegen | Stade de France, Saint-Denis Toeschouwers: 75.000 Scheidsrechter: Padraigh Sutton (IRL) |
| 27 mei Vriendschappelijk № 776 «onderlinge duels» 21:00 uur (UTC+2) | Paul Pogba 15' Olivier Giroud 51' Loïc Rémy 67' Olivier Giroud 69' |       |           | Stade de France, Saint-Denis Toeschouwers: 75.000 Scheidsrechter: Padraigh Sutton (IRL) |

|                                                                     |                       |       |                    |                                                                                    |
| 1 juni Vriendschappelijk № 777 «onderlinge duels» 21:00 uur (UTC+2) | Frankrijk             | 1 – 1 | Paraguay           | Allianz Riviera, Nice Toeschouwers: 35.200 Scheidsrechter: Carlos Clos Gómez (ESP) |
| 1 juni Vriendschappelijk № 777 «onderlinge duels» 21:00 uur (UTC+2) | Antoine Griezmann 82' |       | 89' Víctor Cáceres | Allianz Riviera, Nice Toeschouwers: 35.200 Scheidsrechter: Carlos Clos Gómez (ESP) |

|                                                                     | |       |         |                                                                                                |
| 8 juni Vriendschappelijk № 778 «onderlinge duels» 21:00 uur (UTC+2) | Frankrijk | 8 – 0 | Jamaica | Stade Pierre-Mauroy, Villeneuve-d'Ascq Toeschouwers: 49.600 Scheidsrechter: Felix Zwayer (GER) |
| 8 juni Vriendschappelijk № 778 «onderlinge duels» 21:00 uur (UTC+2) | Yohan Cabaye 17' Blaise Matuidi 20' Karim Benzema 37' Olivier Giroud 53' Karim Benzema 63' Blaise Matuidi 66' Antoine Griezmann 77' Antoine Griezmann 89' |       |         | Stade Pierre-Mauroy, Villeneuve-d'Ascq Toeschouwers: 49.600 Scheidsrechter: Felix Zwayer (GER) |

| Wereldkampioenschap voetbal 2014 |
| -------------------------------- |

|                                                                    |                                                                       |       |          |                                                                                         |
| 15 juni WK 2014 Groep E № 779 «onderlinge duels» 16:00 uur (UTC−3) | Frankrijk                                                             | 3 – 0 | Honduras | Estádio Beira-Rio, Porto Alegre Toeschouwers: 43.012 Scheidsrechter: Sandro Ricci (BRA) |
| 15 juni WK 2014 Groep E № 779 «onderlinge duels» 16:00 uur (UTC−3) | Karim Benzema 45' (pen.) Noel Valladares 48' (e.d.) Karim Benzema 72' |       |          | Estádio Beira-Rio, Porto Alegre Toeschouwers: 43.012 Scheidsrechter: Sandro Ricci (BRA) |

|                                                                    |                                      |       |                                                                                                 |                                                                                |
| 20 juni WK 2014 Groep E № 780 «onderlinge duels» 16:00 uur (UTC−3) | Zwitserland                          | 2 – 5 | Frankrijk                                                                                       | Bahia Arena, Salvador Toeschouwers: 51.003 Scheidsrechter: Björn Kuipers (NED) |
| 20 juni WK 2014 Groep E № 780 «onderlinge duels» 16:00 uur (UTC−3) | Blerim Džemaili 81' Granit Xhaka 87' |       | 17' Olivier Giroud 18' Blaise Matuidi 40' Mathieu Valbuena 67' Karim Benzema 73' Moussa Sissoko | Bahia Arena, Salvador Toeschouwers: 51.003 Scheidsrechter: Björn Kuipers (NED) |

|                                                                    |         |       |           |                                                                                     |
| 25 juni WK 2014 Groep E № 781 «onderlinge duels» 17:00 uur (UTC−3) | Ecuador | 0 – 0 | Frankrijk | Maracanã, Rio de Janeiro Toeschouwers: 73.749 Scheidsrechter: Noumandiez Doué (CIV) |
| 25 juni WK 2014 Groep E № 781 «onderlinge duels» 17:00 uur (UTC−3) |         |       |           | Maracanã, Rio de Janeiro Toeschouwers: 73.749 Scheidsrechter: Noumandiez Doué (CIV) |

|                                                                           |                                         |       |         |                                                                                               |
| 30 juni WK 2014 Achtste finale № 782 «onderlinge duels» 13:00 uur (UTC−3) | Frankrijk                               | 2 – 0 | Nigeria | Estádio Nacional de Brasília, Brasilia Toeschouwers: 67.882 Scheidsrechter: Mark Geiger (USA) |
| 30 juni WK 2014 Achtste finale № 782 «onderlinge duels» 13:00 uur (UTC−3) | Paul Pogba 79' Joseph Yobo 90+2' (e.d.) |       |         | Estádio Nacional de Brasília, Brasilia Toeschouwers: 67.882 Scheidsrechter: Mark Geiger (USA) |

|                                                                            |           |                  |           |                                                                                   |
| 4 juli WK-eindronde Kwartfinale № 783 «onderlinge duels» 13:00 uur (UTC−3) | Frankrijk | 0 – 1            | Duitsland | Maracanã, Rio de Janeiro Toeschouwers: 74.240 Scheidsrechter: Néstor Pitana (ARG) |
| 4 juli WK-eindronde Kwartfinale № 783 «onderlinge duels» 13:00 uur (UTC−3) |           | 13' Mats Hummels |           | Maracanã, Rio de Janeiro Toeschouwers: 74.240 Scheidsrechter: Néstor Pitana (ARG) |

|  |  |  |  |  |  |  |  |  |

|                                                                          |               |       |        |                                                                                     |
| 4 september Vriendschappelijk № 784 «onderlinge duels» 21:00 uur (UTC+2) | Frankrijk     | 1 – 0 | Spanje | Stade de France, Saint-Denis Toeschouwers: 79.132 Scheidsrechter: Alain Bieri (SUI) |
| 4 september Vriendschappelijk № 784 «onderlinge duels» 21:00 uur (UTC+2) | Loïc Rémy 73' |       |        | Stade de France, Saint-Denis Toeschouwers: 79.132 Scheidsrechter: Alain Bieri (SUI) |

|                                                                          |                        |       |                |                                                                                     |
| 7 september Vriendschappelijk № 785 «onderlinge duels» 20:45 uur (UTC+2) | Servië                 | 1 – 1 | Frankrijk      | Partizanstadion, Belgrado Toeschouwers: 12.500 Scheidsrechter: Wolfgang Stark (GER) |
| 7 september Vriendschappelijk № 785 «onderlinge duels» 20:45 uur (UTC+2) | Aleksandar Kolarov 80' |       | 14' Paul Pogba | Partizanstadion, Belgrado Toeschouwers: 12.500 Scheidsrechter: Wolfgang Stark (GER) |

|                                                                     |                                 |       |                             |                                                                                          |
| 11 oktober Vriendschappelijk № 786 «onderlinge duels» 20:45 (UTC+2) | Frankrijk                       | 2 – 1 | Portugal                    | Stade de France, Saint-Denis Toeschouwers: 79.000 Scheidsrechter: Szymon Marciniak (POL) |
| 11 oktober Vriendschappelijk № 786 «onderlinge duels» 20:45 (UTC+2) | Karim Benzema 3' Paul Pogba 69' |       | 76' (pen.) Ricardo Quaresma | Stade de France, Saint-Denis Toeschouwers: 79.000 Scheidsrechter: Szymon Marciniak (POL) |

|                                                                     |         |                                                                   |           | |
| 14 oktober Vriendschappelijk № 787 «onderlinge duels» 20:00 (UTC+4) | Armenië | 0 – 3                                                             | Frankrijk | Republikeins Stadion Vazgen Sargsian, Jerevan Toeschouwers: 6.000 Scheidsrechter: István Kovács (ROM) |
| 14 oktober Vriendschappelijk № 787 «onderlinge duels» 20:00 (UTC+4) |         | 7' Loïc Rémy 55' (pen.) André-Pierre Gignac 83' Antoine Griezmann |           | Republikeins Stadion Vazgen Sargsian, Jerevan Toeschouwers: 6.000 Scheidsrechter: István Kovács (ROM) |

|                                                                      |                       |       |                   |                                                                                                  |
| 14 november Vriendschappelijk № 788 «onderlinge duels» 20:45 (UTC+1) | Frankrijk             | 1 – 1 | Albanië           | Stade de la Route de Lorient, Rennes Toeschouwers: 26.527 Scheidsrechter: Miroslav Zelinka (CZE) |
| 14 november Vriendschappelijk № 788 «onderlinge duels» 20:45 (UTC+1) | Antoine Griezmann 73' |       | 40' Mërgim Mavraj | Stade de la Route de Lorient, Rennes Toeschouwers: 26.527 Scheidsrechter: Miroslav Zelinka (CZE) |

|                                                                      |                    |       |        |                                                                                         |
| 18 november Vriendschappelijk № 789 «onderlinge duels» 21:00 (UTC+1) | Frankrijk          | 1 – 0 | Zweden | Stade Vélodrome, Marseille Toeschouwers: 55.000 Scheidsrechter: Jesús Gil Manzano (ESP) |
| 18 november Vriendschappelijk № 789 «onderlinge duels» 21:00 (UTC+1) | Raphaël Varane 83' |       |        | Stade Vélodrome, Marseille Toeschouwers: 55.000 Scheidsrechter: Jesús Gil Manzano (ESP) |

### 2015
|                                                                       |                    |       |                                       |                                                                                        |
| 26 maart Vriendschappelijk № 790 «onderlinge duels» 21:00 uur (UTC+1) | Frankrijk          | 1 – 3 | Brazilië                              | Stade de France, Saint-Denis Toeschouwers: 80.000 Scheidsrechter: Nicola Rizzoli (ITA) |
| 26 maart Vriendschappelijk № 790 «onderlinge duels» 21:00 uur (UTC+1) | Raphaël Varane 21' |       | 40' Oscar 57' Neymar 69' Luiz Gustavo | Stade de France, Saint-Denis Toeschouwers: 80.000 Scheidsrechter: Nicola Rizzoli (ITA) |

|                                                                       |                                            |       |            |                                                                                                 |
| 29 maart Vriendschappelijk № 791 «onderlinge duels» 20:45 uur (UTC+2) | Frankrijk                                  | 2 – 0 | Denemarken | Stade Geoffroy-Guichard, Saint-Étienne Toeschouwers: 38.458 Scheidsrechter: Ivan Kružliak (SVK) |
| 29 maart Vriendschappelijk № 791 «onderlinge duels» 20:45 uur (UTC+2) | Alexandre Lacazette 14' Olivier Giroud 38' |       |            | Stade Geoffroy-Guichard, Saint-Étienne Toeschouwers: 38.458 Scheidsrechter: Ivan Kružliak (SVK) |

|                                                                     |                                                                 |       |                                                                                         |                                                                                          |
| 7 juni Vriendschappelijk № 792 «onderlinge duels» 21:00 uur (UTC+2) | Frankrijk                                                       | 3 – 4 | België                                                                                  | Stade de France, Saint-Denis Toeschouwers: 70.000 Scheidsrechter: Marijo Strahonja (CRO) |
| 7 juni Vriendschappelijk № 792 «onderlinge duels» 21:00 uur (UTC+2) | Mathieu Valbuena 53' (pen.) Nabil Fekir 89' Dimitri Payet 90+1' |       | 17' Marouane Fellaini 42' Marouane Fellaini 50' Radja Nainggolan 54' (pen.) Eden Hazard | Stade de France, Saint-Denis Toeschouwers: 70.000 Scheidsrechter: Marijo Strahonja (CRO) |

|                                                                      |                |       |           |                                                                                 |
| 13 juni Vriendschappelijk № 793 «onderlinge duels» 18:00 uur (UTC+2) | Albanië        | 1 – 0 | Frankrijk | Elbasan Arena, Elbasan Toeschouwers: 12.000 Scheidsrechter: Halis Özkahya (TUR) |
| 13 juni Vriendschappelijk № 793 «onderlinge duels» 18:00 uur (UTC+2) | Ergys Kaçe 43' |       |           | Elbasan Arena, Elbasan Toeschouwers: 12.000 Scheidsrechter: Halis Özkahya (TUR) |

|                                                                          |          |                      |           |                                                                                           |
| 4 september Vriendschappelijk № 794 «onderlinge duels» 19:45 uur (UTC+1) | Portugal | 0 – 1                | Frankrijk | Estádio José Alvalade, Lissabon Toeschouwers: 39.853 Scheidsrechter: Danny Makkelie (NED) |
| 4 september Vriendschappelijk № 794 «onderlinge duels» 19:45 uur (UTC+1) |          | 85' Mathieu Valbuena |           | Estádio José Alvalade, Lissabon Toeschouwers: 39.853 Scheidsrechter: Danny Makkelie (NED) |

|                                                                          |                                      |       |                         |                                                                                               |
| 7 september Vriendschappelijk № 795 «onderlinge duels» 20:45 uur (UTC+2) | Frankrijk                            | 2 – 1 | Servië                  | Nouveau Stade Bordeaux, Bordeaux Toeschouwers: 43.500 Scheidsrechter: Artur Soares Dias (POR) |
| 7 september Vriendschappelijk № 795 «onderlinge duels» 20:45 uur (UTC+2) | Blaise Matuidi 9' Blaise Matuidi 25' |       | 40' Aleksandar Mitrović | Nouveau Stade Bordeaux, Bordeaux Toeschouwers: 43.500 Scheidsrechter: Artur Soares Dias (POR) |

|                                                                        |                                                                            |       |         |                                                                                |
| 8 oktober Vriendschappelijk № 796 «onderlinge duels» 20:45 uur (UTC+2) | Frankrijk                                                                  | 4 – 0 | Armenië | Allianz Riviera, Nice Toeschouwers: 32.136 Scheidsrechter: Slavko Vinčić (SLO) |
| 8 oktober Vriendschappelijk № 796 «onderlinge duels» 20:45 uur (UTC+2) | Antoine Griezmann 35' Yohan Cabaye 55' Karim Benzema 77' Karim Benzema 79' |       |         | Allianz Riviera, Nice Toeschouwers: 32.136 Scheidsrechter: Slavko Vinčić (SLO) |

|                                                                         |                        |       |                                     |                                                                              |
| 11 oktober Vriendschappelijk № 797 «onderlinge duels» 20:45 uur (UTC+2) | Denemarken             | 1 – 2 | Frankrijk                           | Parken, Kopenhagen Toeschouwers: 18.145 Scheidsrechter: Jonas Eriksson (SWE) |
| 11 oktober Vriendschappelijk № 797 «onderlinge duels» 20:45 uur (UTC+2) | Erik Sviatchenko 90+1' |       | 4' Olivier Giroud 6' Olivier Giroud | Parken, Kopenhagen Toeschouwers: 18.145 Scheidsrechter: Jonas Eriksson (SWE) |

|                                                                          |                                              |       |           |                                                                                             |
| 13 november Vriendschappelijk № 798 «onderlinge duels» 21:00 uur (UTC+1) | Frankrijk                                    | 2 – 0 | Duitsland | Stade de France, Saint-Denis Toeschouwers: 78.000 Scheidsrechter: Antonio Mateu Lahoz (ESP) |
| 13 november Vriendschappelijk № 798 «onderlinge duels» 21:00 uur (UTC+1) | Olivier Giroud 45+1' André-Pierre Gignac 86' |       |           | Stade de France, Saint-Denis Toeschouwers: 78.000 Scheidsrechter: Antonio Mateu Lahoz (ESP) |

|                                                                        |                                |       |           |                                                                                   |
| 17 november Vriendschappelijk № 799 «onderlinge duels» 20:00 uur (UTC) | Engeland                       | 2 – 0 | Frankrijk | Wembley Stadium, Londen Toeschouwers: 79.223 Scheidsrechter: Jonas Eriksson (SWE) |
| 17 november Vriendschappelijk № 799 «onderlinge duels» 20:00 uur (UTC) | Dele Alli 39' Wayne Rooney 48' |       |           | Wembley Stadium, Londen Toeschouwers: 79.223 Scheidsrechter: Jonas Eriksson (SWE) |

### 2016
|                                                                       |                                      |       |                                                            |                                                                                    |
| 25 maart Vriendschappelijk № 800 «onderlinge duels» 20:45 uur (UTC+1) | Nederland                            | 2 – 3 | Frankrijk                                                  | Amsterdam ArenA, Amsterdam Toeschouwers: 48.000 Scheidsrechter: Felix Zwayer (GER) |
| 25 maart Vriendschappelijk № 800 «onderlinge duels» 20:45 uur (UTC+1) | Luuk de Jong 47' Ibrahim Afellay 86' |       | 6' Antoine Griezmann 13' Olivier Giroud 88' Blaise Matuidi | Amsterdam ArenA, Amsterdam Toeschouwers: 48.000 Scheidsrechter: Felix Zwayer (GER) |

|                                                                       |                                                                              |       |                                         |                                                                                       |
| 29 maart Vriendschappelijk № 801 «onderlinge duels» 21:00 uur (UTC+2) | Frankrijk                                                                    | 4 – 2 | Rusland                                 | Stade de France, Saint-Denis Toeschouwers: 65.000 Scheidsrechter: Craig Thomson (SCO) |
| 29 maart Vriendschappelijk № 801 «onderlinge duels» 21:00 uur (UTC+2) | N'Golo Kanté 9' André-Pierre Gignac 38' Dimitri Payet 64' Kingsley Coman 76' |       | 56' Aleksandr Kokorin 68' Joeri Zjirkov | Stade de France, Saint-Denis Toeschouwers: 65.000 Scheidsrechter: Craig Thomson (SCO) |

|                                                                 |                                                         |       |                                                    |                                                                                          |
| 30 mei Vriendschappelijk № 802 «onderlinge duels» 21:00 (UTC+2) | Frankrijk                                               | 3 – 2 | Kameroen                                           | Stade de la Beaujoire, Nantes Toeschouwers: 37.000 Scheidsrechter: Simon Lee Evans (WAL) |
| 30 mei Vriendschappelijk № 802 «onderlinge duels» 21:00 (UTC+2) | Blaise Matuidi 20' Olivier Giroud 41' Dimitri Payet 90' |       | 22' Vincent Aboubakar 87' Eric Maxim Choupo-Moting | Stade de la Beaujoire, Nantes Toeschouwers: 37.000 Scheidsrechter: Simon Lee Evans (WAL) |

|                                                                 |                                                            |       |           |                                                                                              |
| 4 juni Vriendschappelijk № 803 «onderlinge duels» 21:00 (UTC+2) | Frankrijk                                                  | 3 – 0 | Schotland | Stade Saint-Symphorien, Metz Toeschouwers: 25.057 Scheidsrechter: Sébastien Delferière (BEL) |
| 4 juni Vriendschappelijk № 803 «onderlinge duels» 21:00 (UTC+2) | Olivier Giroud 8' Olivier Giroud 35' Laurent Koscielny 39' |       |           | Stade Saint-Symphorien, Metz Toeschouwers: 25.057 Scheidsrechter: Sébastien Delferière (BEL) |

| Europees kampioenschap voetbal 2016 |
| ----------------------------------- |

|                                                                    |                                      |       |                          |                                                                                       |
| 10 juni EK 2016 Groep A № 804 «onderlinge duels» 21:00 uur (UTC+2) | Frankrijk                            | 2 – 1 | Roemenië                 | Stade de France, Saint-Denis Toeschouwers: 75.113 Scheidsrechter: Viktor Kassai (HUN) |
| 10 juni EK 2016 Groep A № 804 «onderlinge duels» 21:00 uur (UTC+2) | Olivier Giroud 57' Dimitri Payet 89' |       | 65' (pen.) Bogdan Stancu | Stade de France, Saint-Denis Toeschouwers: 75.113 Scheidsrechter: Viktor Kassai (HUN) |

|                                                                    |                                           |       |         |                                                                                      |
| 15 juni EK 2016 Groep A № 805 «onderlinge duels» 21:00 uur (UTC+2) | Frankrijk                                 | 2 – 0 | Albanië | Stade Vélodrome, Marseille Toeschouwers: 67.354 Scheidsrechter: William Collum (SCO) |
| 15 juni EK 2016 Groep A № 805 «onderlinge duels» 21:00 uur (UTC+2) | Antoine Griezmann 90' Dimitri Payet 90+6' |       |         | Stade Vélodrome, Marseille Toeschouwers: 67.354 Scheidsrechter: William Collum (SCO) |

|                                                                    |             |       |           | |
| 19 juni EK 2016 Groep A № 806 «onderlinge duels» 21:00 uur (UTC+2) | Zwitserland | 0 – 0 | Frankrijk | Grand Stade Lille Métropole, Villeneuve-d'Ascq Toeschouwers: 45.616 Scheidsrechter: Damir Skomina (SLO) |
| 19 juni EK 2016 Groep A № 806 «onderlinge duels» 21:00 uur (UTC+2) |             |       |           | Grand Stade Lille Métropole, Villeneuve-d'Ascq Toeschouwers: 45.616 Scheidsrechter: Damir Skomina (SLO) |

|                                                                           |                                             |       |                        |                                                                                         |
| 26 juni EK 2016 Achtste finale № 807 «onderlinge duels» 15:00 uur (UTC+2) | Frankrijk                                   | 2 – 1 | Ierland                | Parc Olympique Lyonnais, Lyon Toeschouwers: 56.279 Scheidsrechter: Nicola Rizzoli (ITA) |
| 26 juni EK 2016 Achtste finale № 807 «onderlinge duels» 15:00 uur (UTC+2) | Antoine Griezmann 58' Antoine Griezmann 61' |       | 2' (pen.) Robbie Brady | Parc Olympique Lyonnais, Lyon Toeschouwers: 56.279 Scheidsrechter: Nicola Rizzoli (ITA) |

|                                                                       |                                                                                              |       |                                              |                                                                                       |
| 3 juli EK 2016 Kwartfinale № 808 «onderlinge duels» 21:00 uur (UTC+2) | Frankrijk                                                                                    | 5 – 2 | IJsland                                      | Stade de France, Saint-Denis Toeschouwers: 76.833 Scheidsrechter: Björn Kuipers (NED) |
| 3 juli EK 2016 Kwartfinale № 808 «onderlinge duels» 21:00 uur (UTC+2) | Olivier Giroud 12' Paul Pogba 19' Dimitri Payet 42' Antoine Griezmann 45' Olivier Giroud 59' |       | 56' Kolbeinn Sigþórsson 84' Birkir Bjarnason | Stade de France, Saint-Denis Toeschouwers: 76.833 Scheidsrechter: Björn Kuipers (NED) |

|                                                                        |           |                                                      |           |                                                                                      |
| 7 juli EK 2016 Halve finale № 809 «onderlinge duels» 21:00 uur (UTC+2) | Duitsland | 0 – 2                                                | Frankrijk | Stade Vélodrome, Marseille Toeschouwers: 64.078 Scheidsrechter: Nicola Rizzoli (ITA) |
| 7 juli EK 2016 Halve finale № 809 «onderlinge duels» 21:00 uur (UTC+2) |           | 45+2' (pen.) Antoine Griezmann 72' Antoine Griezmann |           | Stade Vélodrome, Marseille Toeschouwers: 64.078 Scheidsrechter: Nicola Rizzoli (ITA) |

|                                                                   |           |              |           |                                                                                          |
| 10 juli EK 2016 Finale № 810 «onderlinge duels» 21:00 uur (UTC+2) | Portugal  | 1 – 0 (n.v.) | Frankrijk | Stade de France, Saint-Denis Toeschouwers: 75.868 Scheidsrechter: Mark Clattenburg (ENG) |
| 10 juli EK 2016 Finale № 810 «onderlinge duels» 21:00 uur (UTC+2) | Éder 109' |              |           | Stade de France, Saint-Denis Toeschouwers: 75.868 Scheidsrechter: Mark Clattenburg (ENG) |

|  |  |  |  |  |  |  |  |  |

|                                                                          |                    |       |                                                           |                                                                                  |
| 1 september Vriendschappelijk № 811 «onderlinge duels» 21:00 uur (UTC+2) | Italië             | 1 – 3 | Frankrijk                                                 | Stadio San Nicola, Bari Toeschouwers: 40.000 Scheidsrechter: Björn Kuipers (NED) |
| 1 september Vriendschappelijk № 811 «onderlinge duels» 21:00 uur (UTC+2) | Graziano Pellè 21' |       | 17' Anthony Martial 28' Olivier Giroud 81' Layvin Kurzawa | Stadio San Nicola, Bari Toeschouwers: 40.000 Scheidsrechter: Björn Kuipers (NED) |

|                                                                                     |             |       |           |                                                                                  |
| 6 september WK 2018 kwalificatie Groep A № 812 «onderlinge duels» 21:45 uur (UTC+3) | Wit-Rusland | 0 – 0 | Frankrijk | Barysaw Arena, Barysaw Toeschouwers: 12.920 Scheidsrechter: Ovidiu Haţegan (ROM) |
| 6 september WK 2018 kwalificatie Groep A № 812 «onderlinge duels» 21:45 uur (UTC+3) |             |       |           | Barysaw Arena, Barysaw Toeschouwers: 12.920 Scheidsrechter: Ovidiu Haţegan (ROM) |

|                                                                                   |                                                                             |       |                              |                                                                                    |
| 7 oktober WK 2018 kwalificatie Groep A № 813 «onderlinge duels» 20:45 uur (UTC+2) | Frankrijk                                                                   | 4 – 1 | Bulgarije                    | Stade de France, Saint-Denis Toeschouwers: 70.000 Scheidsrechter: Luca Banti (ITA) |
| 7 oktober WK 2018 kwalificatie Groep A № 813 «onderlinge duels» 20:45 uur (UTC+2) | Kevin Gameiro 23' Dimitri Payet 26' Antoine Griezmann 38' Kevin Gameiro 59' |       | 6' (pen.) Mihail Aleksandrov | Stade de France, Saint-Denis Toeschouwers: 70.000 Scheidsrechter: Luca Banti (ITA) |

|                                                                                    |           |                |           |                                                                                     |
| 10 oktober WK 2018 kwalificatie Groep A № 814 «onderlinge duels» 20:45 uur (UTC+2) | Nederland | 0 – 1          | Frankrijk | Amsterdam Arena, Amsterdam Toeschouwers: 50.220 Scheidsrechter: Damir Skomina (SLO) |
| 10 oktober WK 2018 kwalificatie Groep A № 814 «onderlinge duels» 20:45 uur (UTC+2) |           | 30' Paul Pogba |           | Amsterdam Arena, Amsterdam Toeschouwers: 50.220 Scheidsrechter: Damir Skomina (SLO) |

|                                                                                     |                                  |       |                   |                                                                                       |
| 11 november Kwalificatie WK 2018 Groep A № 815 «onderlinge duels» 20:45 uur (UTC+2) | Frankrijk                        | 2 – 1 | Zweden            | Stade de France, Saint-Denis Toeschouwers: 78.000 Scheidsrechter: Milorad Mažić (SRB) |
| 11 november Kwalificatie WK 2018 Groep A № 815 «onderlinge duels» 20:45 uur (UTC+2) | Paul Pogba 57' Dimitri Payet 65' |       | 54' Emil Forsberg | Stade de France, Saint-Denis Toeschouwers: 78.000 Scheidsrechter: Milorad Mažić (SRB) |

|                                                                          |           |       |           |                                                                                       |
| 15 november Vriendschappelijk № 816 «onderlinge duels» 21:00 uur (UTC+1) | Frankrijk | 0 – 0 | Ivoorkust | Stade Bollaert-Delelis, Lens Toeschouwers: 35.000 Scheidsrechter: Radu Petrescu (ROU) |
| 15 november Vriendschappelijk № 816 «onderlinge duels» 21:00 uur (UTC+1) |           |       |           | Stade Bollaert-Delelis, Lens Toeschouwers: 35.000 Scheidsrechter: Radu Petrescu (ROU) |

### 2017
|                                                                                  |                      |       |                                                                    |                                                                                          |
| 25 maart Kwalificatie WK 2018 Groep A № 817 «onderlinge duels» 20:45 uur (UTC+1) | Luxemburg            | 1 – 3 | Frankrijk                                                          | Stade Josy Barthel, Luxemburg Toeschouwers: 8.200 Scheidsrechter: Andris Treimanis (LAT) |
| 25 maart Kwalificatie WK 2018 Groep A № 817 «onderlinge duels» 20:45 uur (UTC+1) | Aurélien Joachim 34' |       | 28' Olivier Giroud 37' (pen.) Antoine Griezmann 77' Olivier Giroud | Stade Josy Barthel, Luxemburg Toeschouwers: 8.200 Scheidsrechter: Andris Treimanis (LAT) |

|                                                                       |           |                                            |        |                                                                                      |
| 28 maart Vriendschappelijk № 818 «onderlinge duels» 21:00 uur (UTC+2) | Frankrijk | 0 – 2                                      | Spanje | Stade de France, Saint-Denis Toeschouwers: 79.000 Scheidsrechter: Felix Zwayer (GER) |
| 28 maart Vriendschappelijk № 818 «onderlinge duels» 21:00 uur (UTC+2) |           | 68' (pen.) David Silva 77' Gerard Deulofeu |        | Stade de France, Saint-Denis Toeschouwers: 79.000 Scheidsrechter: Felix Zwayer (GER) |

|                                                                     |                                                                                                  |       |          |                                                                                   |
| 2 juni Vriendschappelijk № 819 «onderlinge duels» 21:00 uur (UTC+2) | Frankrijk                                                                                        | 5 – 0 | Paraguay | Roazhon Park, Rennes Toeschouwers: 28.256 Scheidsrechter: Artur Soares Dias (POR) |
| 2 juni Vriendschappelijk № 819 «onderlinge duels» 21:00 uur (UTC+2) | Olivier Giroud 6' Olivier Giroud 13' Olivier Giroud 69' Moussa Sissoko 76' Antoine Griezmann 77' |       |          | Roazhon Park, Rennes Toeschouwers: 28.256 Scheidsrechter: Artur Soares Dias (POR) |

|                                                                                |                                     |       |                    |                                                                                 |
| 9 juni Kwalificatie WK 2018 Groep A № 820 «onderlinge duels» 20:45 uur (UTC+2) | Zweden                              | 2 – 1 | Frankrijk          | Friends Arena, Solna Toeschouwers: 48.783 Scheidsrechter: Martin Atkinson (ENG) |
| 9 juni Kwalificatie WK 2018 Groep A № 820 «onderlinge duels» 20:45 uur (UTC+2) | Jimmy Durmaz 43' Ola Toivonen 90+3' |       | 37' Olivier Giroud | Friends Arena, Solna Toeschouwers: 48.783 Scheidsrechter: Martin Atkinson (ENG) |

|                                                                      |                                                          |       |                                     |                                                                                      |
| 13 juni Vriendschappelijk № 821 «onderlinge duels» 21:00 uur (UTC+2) | Frankrijk                                                | 3 – 2 | Engeland                            | Stade de France, Saint-Denis Toeschouwers: 79.000 Scheidsrechter: Davide Massa (ITA) |
| 13 juni Vriendschappelijk № 821 «onderlinge duels» 21:00 uur (UTC+2) | Samuel Umtiti 22' Djibril Sidibé 43' Ousmane Dembélé 78' |       | 9' Harry Kane 48' (pen.) Harry Kane | Stade de France, Saint-Denis Toeschouwers: 79.000 Scheidsrechter: Davide Massa (ITA) |

|                                                                                     |                                                                             |       |           |                                                                                         |
| 31 augustus Kwalificatie WK 2018 Groep A № 822 «onderlinge duels» 20:45 uur (UTC+2) | Frankrijk                                                                   | 4 – 0 | Nederland | Stade de France, Saint-Denis Toeschouwers: 80.000 Scheidsrechter: Gianluca Rocchi (ITA) |
| 31 augustus Kwalificatie WK 2018 Groep A № 822 «onderlinge duels» 20:45 uur (UTC+2) | Antoine Griezmann 14' Thomas Lemar 73' Thomas Lemar 88' Kylian Mbappé 90+1' |       |           | Stade de France, Saint-Denis Toeschouwers: 80.000 Scheidsrechter: Gianluca Rocchi (ITA) |

|                                                                                     |           |       |           |                                                                                           |
| 3 september Kwalificatie WK 2018 Groep A № 823 «onderlinge duels» 20:45 uur (UTC+2) | Frankrijk | 0 – 0 | Luxemburg | Stadium Municipal, Toulouse Toeschouwers: 31.000 Scheidsrechter: Aleksandar Stavrev (MKD) |
| 3 september Kwalificatie WK 2018 Groep A № 823 «onderlinge duels» 20:45 uur (UTC+2) |           |       |           | Stadium Municipal, Toulouse Toeschouwers: 31.000 Scheidsrechter: Aleksandar Stavrev (MKD) |

|                                                                                   |           |                   |           |                                                                                           |
| 7 oktober Kwalificatie WK 2018 Groep A № 824 «onderlinge duels» 21:45 uur (UTC+3) | Bulgarije | 0 – 1             | Frankrijk | Vasil Levskistadion, Sofia Toeschouwers: 16.000 Scheidsrechter: Antonio Mateu Lahoz (ESP) |
| 7 oktober Kwalificatie WK 2018 Groep A № 824 «onderlinge duels» 21:45 uur (UTC+3) |           | 3' Blaise Matuidi |           | Vasil Levskistadion, Sofia Toeschouwers: 16.000 Scheidsrechter: Antonio Mateu Lahoz (ESP) |

|                                                                                    |                                          |       |                  |                                                                                       |
| 10 oktober Kwalificatie WK 2018 Groep A № 825 «onderlinge duels» 20:45 uur (UTC+2) | Frankrijk                                | 2 – 1 | Wit-Rusland      | Stade de France, Saint-Denis Toeschouwers: 72.000 Scheidsrechter: Halis Özkahya (TUR) |
| 10 oktober Kwalificatie WK 2018 Groep A № 825 «onderlinge duels» 20:45 uur (UTC+2) | Antoine Griezmann 27' Olivier Giroud 33' |       | 44' Anton Saroka | Stade de France, Saint-Denis Toeschouwers: 72.000 Scheidsrechter: Halis Özkahya (TUR) |

|                                                                          |                                          |       |       |                                                                                     |
| 10 november Vriendschappelijk № 826 «onderlinge duels» 21:00 uur (UTC+1) | Frankrijk                                | 2 – 0 | Wales | Stade de France, Saint-Denis Toeschouwers: 50.000 Scheidsrechter: Jorge Sousa (POR) |
| 10 november Vriendschappelijk № 826 «onderlinge duels» 21:00 uur (UTC+1) | Antoine Griezmann 18' Olivier Giroud 71' |       |       | Stade de France, Saint-Denis Toeschouwers: 50.000 Scheidsrechter: Jorge Sousa (POR) |

|                                                                          |                                   |       |                                                 |                                                                                     |
| 14 november Vriendschappelijk № 827 «onderlinge duels» 20:45 uur (UTC+1) | Duitsland                         | 2 – 2 | Frankrijk                                       | RheinEnergieStadion, Keulen Toeschouwers: 36.948 Scheidsrechter: Cüneyt Çakır (TUR) |
| 14 november Vriendschappelijk № 827 «onderlinge duels» 20:45 uur (UTC+1) | Timo Werner 56' Lars Stindl 90+3' |       | 33' Alexandre Lacazette 71' Alexandre Lacazette | RheinEnergieStadion, Keulen Toeschouwers: 36.948 Scheidsrechter: Cüneyt Çakır (TUR) |

### 2018
|                                                                       |                                     |       |                                                             |                                                                                          |
| 23 maart Vriendschappelijk № 828 «onderlinge duels» 21:00 uur (UTC+1) | Frankrijk                           | 2 – 3 | Colombia                                                    | Stade de France, Saint-Denis Toeschouwers: 78.000 Scheidsrechter: Adrien Jaccottet (SUI) |
| 23 maart Vriendschappelijk № 828 «onderlinge duels» 21:00 uur (UTC+1) | Olivier Giroud 11' Thomas Lemar 26' |       | 28' Luis Muriel 62' Radamel Falcao 85' (pen.) Juan Quintero | Stade de France, Saint-Denis Toeschouwers: 78.000 Scheidsrechter: Adrien Jaccottet (SUI) |

|                                                                       |                   |       |                                                    | |
| 27 maart Vriendschappelijk № 829 «onderlinge duels» 18:50 uur (UTC+3) | Rusland           | 1 – 3 | Frankrijk                                          | Stadion Sint-Petersburg, Sint-Petersburg Toeschouwers: 51.165 Scheidsrechter: Gediminas Mažeika (LTU) |
| 27 maart Vriendschappelijk № 829 «onderlinge duels» 18:50 uur (UTC+3) | Fjodor Smolov 69' |       | 40' Kylian Mbappé 49' Paul Pogba 83' Kylian Mbappé | Stadion Sint-Petersburg, Sint-Petersburg Toeschouwers: 51.165 Scheidsrechter: Gediminas Mažeika (LTU) |

|                                                                     |                                    |       |         |                                                                                        |
| 28 mei Vriendschappelijk № 830 «onderlinge duels» 21:00 uur (UTC+2) | Frankrijk                          | 2 – 0 | Ierland | Stade de France, Saint-Denis Toeschouwers: 72.000 Scheidsrechter: Georgi Kabakov (BUL) |
| 28 mei Vriendschappelijk № 830 «onderlinge duels» 21:00 uur (UTC+2) | Olivier Giroud 40' Nabil Fekir 43' |       |         | Stade de France, Saint-Denis Toeschouwers: 72.000 Scheidsrechter: Georgi Kabakov (BUL) |

|                                                                     |                                                                   |       |                      |                                                                                 |
| 1 juni Vriendschappelijk № 831 «onderlinge duels» 21:00 uur (UTC+2) | Frankrijk                                                         | 3 – 1 | Italië               | Allianz Riviera, Nice Toeschouwers: 35.000 Scheidsrechter: Anthony Taylor (ENG) |
| 1 juni Vriendschappelijk № 831 «onderlinge duels» 21:00 uur (UTC+2) | Samuel Umtiti 8' Antoine Griezmann 29' (pen.) Ousmane Dembélé 63' |       | 36' Leonardo Bonucci | Allianz Riviera, Nice Toeschouwers: 35.000 Scheidsrechter: Anthony Taylor (ENG) |

|                                                                     |                   |       |                  |                                                                                    |
| 9 juni Vriendschappelijk № 832 «onderlinge duels» 21:00 uur (UTC+2) | Frankrijk         | 1 – 1 | Verenigde Staten | Stade des Lumières, Lyon Toeschouwers: 58.241 Scheidsrechter: William Collum (SCO) |
| 9 juni Vriendschappelijk № 832 «onderlinge duels» 21:00 uur (UTC+2) | Kylian Mbappé 78' |       | 44' Julian Green | Stade des Lumières, Lyon Toeschouwers: 58.241 Scheidsrechter: William Collum (SCO) |

| WK 2018 |
| ------- |

|                                                                    |                                                     |       |                         |                                                                            |
| 16 juni WK 2018 Groep B № 833 «onderlinge duels» 13:00 uur (UTC+3) | Frankrijk                                           | 2 – 1 | Australië               | Kazan Arena, Kazan Toeschouwers: 41.279 Scheidsrechter: Andrés Cunha (URU) |
| 16 juni WK 2018 Groep B № 833 «onderlinge duels» 13:00 uur (UTC+3) | Antoine Griezmann 58' (pen.) Aziz Behich 80' (e.d.) |       | 62' (pen.) Mile Jedinak | Kazan Arena, Kazan Toeschouwers: 41.279 Scheidsrechter: Andrés Cunha (URU) |

|                                                                    |                   |       |      |                                                                                             |
| 21 juni WK 2018 Groep B № 834 «onderlinge duels» 20:00 uur (UTC+5) | Frankrijk         | 1 – 0 | Peru | Centraalstadion, Jekaterinenburg Toeschouwers: 32.789 Scheidsrechter: Abdulla Mohamed (UAE) |
| 21 juni WK 2018 Groep B № 834 «onderlinge duels» 20:00 uur (UTC+5) | Kylian Mbappé 34' |       |      | Centraalstadion, Jekaterinenburg Toeschouwers: 32.789 Scheidsrechter: Abdulla Mohamed (UAE) |

|                                                                    |            |       |           |                                                                                             |
| 26 juni WK 2018 Groep B № 835 «onderlinge duels» 17:00 uur (UTC+3) | Denemarken | 0 – 0 | Frankrijk | Olympisch Stadion Loezjniki, Moskou Toeschouwers: 78.011 Scheidsrechter: Sandro Ricci (BRA) |
| 26 juni WK 2018 Groep B № 835 «onderlinge duels» 17:00 uur (UTC+3) |            |       |           | Olympisch Stadion Loezjniki, Moskou Toeschouwers: 78.011 Scheidsrechter: Sandro Ricci (BRA) |

|                                                                           |                                                                                      |       |                                                            |                                                                               |
| 30 juni WK 2018 Achtste finale № 836 «onderlinge duels» 17:00 uur (UTC+3) | Frankrijk                                                                            | 4 – 3 | Argentinië                                                 | Kazan Arena, Kazan Toeschouwers: 42.873 Scheidsrechter: Alireza Faghani (IRI) |
| 30 juni WK 2018 Achtste finale № 836 «onderlinge duels» 17:00 uur (UTC+3) | Antoine Griezmann 13' (pen.) Benjamin Pavard 57' Kylian Mbappé 64' Kylian Mbappé 68' |       | 41' Ángel Di María 48' Gabriel Mercado 90+3' Sergio Agüero | Kazan Arena, Kazan Toeschouwers: 42.873 Scheidsrechter: Alireza Faghani (IRI) |

|                                                                       |         |                                          |           |                                                                                                   |
| 6 juli WK 2018 Kwartfinale № 837 «onderlinge duels» 17:00 uur (UTC+3) | Uruguay | 0 – 2                                    | Frankrijk | Stadion Nizjni Novgorod, Nizjni Novgorod Toeschouwers: 43.319 Scheidsrechter: Néstor Pitana (ARG) |
| 6 juli WK 2018 Kwartfinale № 837 «onderlinge duels» 17:00 uur (UTC+3) |         | 40' Raphaël Varane 61' Antoine Griezmann |           | Stadion Nizjni Novgorod, Nizjni Novgorod Toeschouwers: 43.319 Scheidsrechter: Néstor Pitana (ARG) |

|                                                                         |                   |       |        |                                                                                                  |
| 10 juli WK 2018 Halve finale № 838 «onderlinge duels» 21:00 uur (UTC+3) | Frankrijk         | 1 – 0 | België | Stadion Sint-Petersburg, Sint-Petersburg Toeschouwers: 64.286 Scheidsrechter: Andrés Cunha (URU) |
| 10 juli WK 2018 Halve finale № 838 «onderlinge duels» 21:00 uur (UTC+3) | Samuel Umtiti 51' |       |        | Stadion Sint-Petersburg, Sint-Petersburg Toeschouwers: 64.286 Scheidsrechter: Andrés Cunha (URU) |

|                                                                   |                                                                                          |       |                                      |                                                                                              |
| 15 juli WK 2018 Finale № 839 «onderlinge duels» 18:00 uur (UTC+3) | Frankrijk                                                                                | 4 – 2 | Kroatië                              | Olympisch Stadion Loezjniki, Moskou Toeschouwers: 78.011 Scheidsrechter: Néstor Pitana (ARG) |
| 15 juli WK 2018 Finale № 839 «onderlinge duels» 18:00 uur (UTC+3) | Mario Mandžukić 18' (e.d.) Antoine Griezmann 38' (pen.) Paul Pogba 59' Kylian Mbappé 65' |       | 28' Ivan Perišić 69' Mario Mandžukić | Olympisch Stadion Loezjniki, Moskou Toeschouwers: 78.011 Scheidsrechter: Néstor Pitana (ARG) |

|  |  |  |  |  |  |  |  |  |

|                                                                                             |           |       |           |                                                                                  |
| 6 september UEFA Nations League 2018/19 Groep A1 № 840 «onderlinge duels» 20:45 uur (UTC+3) | Duitsland | 0 – 0 | Frankrijk | Allianz Arena, München Toeschouwers: 67.785 Scheidsrechter: Daniele Orsato (ITA) |
| 6 september UEFA Nations League 2018/19 Groep A1 № 840 «onderlinge duels» 20:45 uur (UTC+3) |           |       |           | Allianz Arena, München Toeschouwers: 67.785 Scheidsrechter: Daniele Orsato (ITA) |

|                                                                                             |                                      |       |                |                                                                                                  |
| 9 september UEFA Nations League 2018/19 Groep A1 № 841 «onderlinge duels» 20:45 uur (UTC+2) | Frankrijk                            | 2 – 1 | Nederland      | Stade de France, Saint-Denis Toeschouwers: 76.452 Scheidsrechter: Alberto Undiano Mallenco (ESP) |
| 9 september UEFA Nations League 2018/19 Groep A1 № 841 «onderlinge duels» 20:45 uur (UTC+2) | Kylian Mbappé 14' Olivier Giroud 75' |       | 67' Ryan Babel | Stade de France, Saint-Denis Toeschouwers: 76.452 Scheidsrechter: Alberto Undiano Mallenco (ESP) |

|                                                                             |                                                           |       |                                       |                                                                                       |
| 11 oktober Vriendschappelijk № 842 «onderlinge duels» 21:00 uur uur (UTC+2) | Frankrijk                                                 | 2 – 2 | IJsland                               | Stade du Roudourou, Guingamp Toeschouwers: 17.000 Scheidsrechter: Tiago Martins (POR) |
| 11 oktober Vriendschappelijk № 842 «onderlinge duels» 21:00 uur uur (UTC+2) | Hólmar Örn Eyjólfsson 86' (e.d.) Kylian Mbappé 90' (pen.) |       | 30' Birkir Bjarnason 58' Kári Árnason | Stade du Roudourou, Guingamp Toeschouwers: 17.000 Scheidsrechter: Tiago Martins (POR) |

|                                                                                                |                                                    |       |                       |                                                                                       |
| 16 oktober UEFA Nations League 2018/19 Groep A1 № 843 «onderlinge duels» 20:45 uur uur (UTC+2) | Frankrijk                                          | 2 – 1 | Duitsland             | Stade de France, Saint-Denis Toeschouwers: 77.300 Scheidsrechter: Milorad Mažić (ESP) |
| 16 oktober UEFA Nations League 2018/19 Groep A1 № 843 «onderlinge duels» 20:45 uur uur (UTC+2) | Antoine Griezmann 62' Antoine Griezmann 80' (pen.) |       | 14' (pen.) Toni Kroos | Stade de France, Saint-Denis Toeschouwers: 77.300 Scheidsrechter: Milorad Mažić (ESP) |

|                                                                                                 |                                                    |       |           |                                                                              |
| 16 november UEFA Nations League 2018/19 Groep A1 № 844 «onderlinge duels» 20:45 uur uur (UTC+1) | Nederland                                          | 2 – 0 | Frankrijk | De Kuip, Rotterdam Toeschouwers: 44.366 Scheidsrechter: Anthony Taylor (ENG) |
| 16 november UEFA Nations League 2018/19 Groep A1 № 844 «onderlinge duels» 20:45 uur uur (UTC+1) | Georginio Wijnaldum 44' Memphis Depay 90+6' (pen.) |       |           | De Kuip, Rotterdam Toeschouwers: 44.366 Scheidsrechter: Anthony Taylor (ENG) |

|                                                                              |                           |       |         |                                                                                       |
| 20 november Vriendschappelijk № 845 «onderlinge duels» 21:00 uur uur (UTC+1) | Frankrijk                 | 1 – 0 | Uruguay | Stade de France, Saint-Denis Toeschouwers: 70.000 Scheidsrechter: Damir Skomina (SVN) |
| 20 november Vriendschappelijk № 845 «onderlinge duels» 21:00 uur uur (UTC+1) | Olivier Giroud 52' (pen.) |       |         | Stade de France, Saint-Denis Toeschouwers: 70.000 Scheidsrechter: Damir Skomina (SVN) |

### 2019
|                                                                                      |                     |       |                                                                               |                                                                                       |
| 22 maart EK 2020 kwalificatie Groep H № 844 «onderlinge duels» 21:45 uur uur (UTC+2) | Moldavië            | 1 – 4 | Frankrijk                                                                     | Zimbrustadion, Chisinau Toeschouwers: 10.042 Scheidsrechter: Aleksandar Stavrev (MKD) |
| 22 maart EK 2020 kwalificatie Groep H № 844 «onderlinge duels» 21:45 uur uur (UTC+2) | Vladimir Ambros 89' |       | 24' Antoine Griezmann 27' Raphaël Varane 36' Olivier Giroud 87' Kylian Mbappé | Zimbrustadion, Chisinau Toeschouwers: 10.042 Scheidsrechter: Aleksandar Stavrev (MKD) |

|                                                                                      |                                                                              |       |         |                                                                                       |
| 25 maart EK 2020 kwalificatie Groep H № 847 «onderlinge duels» 20:45 uur uur (UTC+1) | Frankrijk                                                                    | 4 – 0 | IJsland | Stade de France, Saint-Denis Toeschouwers: 64.538 Scheidsrechter: István Kovács (ROU) |
| 25 maart EK 2020 kwalificatie Groep H № 847 «onderlinge duels» 20:45 uur uur (UTC+1) | Samuel Umtiti 12' Olivier Giroud 68' Kylian Mbappé 78' Antoine Griezmann 84' |       |         | Stade de France, Saint-Denis Toeschouwers: 64.538 Scheidsrechter: István Kovács (ROU) |

|                                                                         |                                       |       |         |                                                                                                   |
| 2 juni Vriendschappelijk № 848 «onderlinge duels» 21:00 uur uur (UTC+2) | Frankrijk                             | 2 – 0 | Bolivia | Stade de la Beaujoire, Nantes Toeschouwers: 35.228 Scheidsrechter: Alberto Undiano Mallenco (ESP) |
| 2 juni Vriendschappelijk № 848 «onderlinge duels» 21:00 uur uur (UTC+2) | Thomas Lemar 5' Antoine Griezmann 43' |       |         | Stade de la Beaujoire, Nantes Toeschouwers: 35.228 Scheidsrechter: Alberto Undiano Mallenco (ESP) |

|                                                                                    |                                 |       |           |                                                                                                  |
| 8 juni EK 2020 kwalificatie Groep H № 849 «onderlinge duels» 21:45 uur uur (UTC+3) | Turkije                         | 2 – 0 | Frankrijk | Konya Büyükşehir Belediyestadion, Konya Toeschouwers: 36.783 Scheidsrechter: Damir Skomina (SLO) |
| 8 juni EK 2020 kwalificatie Groep H № 849 «onderlinge duels» 21:45 uur uur (UTC+3) | Kaan Ayhan 30' Cengiz Ünder 40' |       |           | Konya Büyükşehir Belediyestadion, Konya Toeschouwers: 36.783 Scheidsrechter: Damir Skomina (SLO) |

|                                                                                     |         |                                                                            |           |                                                                                        |
| 11 juni EK 2020 kwalificatie Groep H № 850 «onderlinge duels» 20:45 uur uur (UTC+2) | Andorra | 0 – 4                                                                      | Frankrijk | Estadi Nacional, Andorra la Vella Toeschouwers: 3.187 Scheidsrechter: Fran Jović (CRO) |
| 11 juni EK 2020 kwalificatie Groep H № 850 «onderlinge duels» 20:45 uur uur (UTC+2) |         | 10' Kylian Mbappé 30' Wissam Ben Yedder 45' Florian Thauvin 60' Kurt Zouma |           | Estadi Nacional, Andorra la Vella Toeschouwers: 3.187 Scheidsrechter: Fran Jović (CRO) |

|                                                                                         |                                                                            |       |                             |                                                                                           |
| 7 september EK 2020 kwalificatie Groep H № 851 «onderlinge duels» 20:45 uur uur (UTC+2) | Frankrijk                                                                  | 4 – 1 | Albanië                     | Stade de France, Saint-Denis Toeschouwers: 77.655 Scheidsrechter: Jesús Gil Manzano (ESP) |
| 7 september EK 2020 kwalificatie Groep H № 851 «onderlinge duels» 20:45 uur uur (UTC+2) | Kingsley Coman 8' Olivier Giroud 27' Kingsley Coman 68' Jonathan Ikoné 85' |       | 90' (pen.) Sokol Cikalleshi | Stade de France, Saint-Denis Toeschouwers: 77.655 Scheidsrechter: Jesús Gil Manzano (ESP) |

|                                                                                      |                                                                |       |         |                                                                                        |
| 10 september EK 2020 kwalificatie Groep H № 852 «onderlinge duels» 20:45 uur (UTC+2) | Frankrijk                                                      | 3 – 0 | Andorra | Stade de France, Saint-Denis Toeschouwers: 55.383 Scheidsrechter: Mikola Balakin (UKR) |
| 10 september EK 2020 kwalificatie Groep H № 852 «onderlinge duels» 20:45 uur (UTC+2) | Kingsley Coman 18' Clément Lenglet 52' Wissam Ben Yedder 90+1' |       |         | Stade de France, Saint-Denis Toeschouwers: 55.383 Scheidsrechter: Mikola Balakin (UKR) |

|                                                                                      |         |                    |           |                                                                                       |
| 11 oktober EK 2020 kwalificatie Groep H № 853 «onderlinge duels» 18:45 uur uur (UTC) | IJsland | 0 – 1              | Frankrijk | Laugardalsvöllur, Reykjavik Toeschouwers: 9.719 Scheidsrechter: Gianluca Rocchi (ITA) |
| 11 oktober EK 2020 kwalificatie Groep H № 853 «onderlinge duels» 18:45 uur uur (UTC) |         | 66' Olivier Giroud |           | Laugardalsvöllur, Reykjavik Toeschouwers: 9.719 Scheidsrechter: Gianluca Rocchi (ITA) |

|                                                                                        |                    |       |                |                                                                                     |
| 14 oktober EK 2020 kwalificatie Groep H № 854 «onderlinge duels» 20:45 uur uur (UTC+2) | Frankrijk          | 1 – 1 | Turkije        | Stade de France, Saint-Denis Toeschouwers: 78.000 Scheidsrechter: Felix Brych (GER) |
| 14 oktober EK 2020 kwalificatie Groep H № 854 «onderlinge duels» 20:45 uur uur (UTC+2) | Olivier Giroud 76' |       | 82' Kaan Ayhan | Stade de France, Saint-Denis Toeschouwers: 78.000 Scheidsrechter: Felix Brych (GER) |

|                                                                                         |                                       |       |               |                                                                                           |
| 14 november EK 2020 kwalificatie Groep H № 855 «onderlinge duels» 20:45 uur uur (UTC+1) | Frankrijk                             | 2 – 1 | Moldavië      | Stade de France, Saint-Denis Toeschouwers: 64.367 Scheidsrechter: Gediminas Mažeika (LTU) |
| 14 november EK 2020 kwalificatie Groep H № 855 «onderlinge duels» 20:45 uur uur (UTC+1) | Raphaël Varane 35' Olivier Giroud 79' |       | 9' Vadim Rață | Stade de France, Saint-Denis Toeschouwers: 64.367 Scheidsrechter: Gediminas Mažeika (LTU) |

|                                                                                         |         |                                           |           |                                                                                      |
| 17 november EK 2020 kwalificatie Groep H № 856 «onderlinge duels» 20:45 uur uur (UTC+1) | Albanië | 0 – 2                                     | Frankrijk | Air Albania Stadion, Tirana Toeschouwers: 19.228 Scheidsrechter: Slavko Vinčić (SLO) |
| 17 november EK 2020 kwalificatie Groep H № 856 «onderlinge duels» 20:45 uur uur (UTC+1) |         | 9' Corentin Tolisso 30' Antoine Griezmann |           | Air Albania Stadion, Tirana Toeschouwers: 19.228 Scheidsrechter: Slavko Vinčić (SLO) |

FFF · A-internationals · Selecties · Bondscoaches · Frans vrouwenelftal · Olympisch elftal · Frankrijk U21 · Frankrijk U20 · Frankrijk U19 · Frankrijk U18 · Frankrijk U17 · Frankrijk U16 · Vrouwen U17
1904 – 1919 ·
1920 – 1929 ·
1930 – 1939 ·
1940 – 1949 ·
1950 – 1959 ·
1960 – 1969 ·
1970 – 1979 ·
1980 – 1989 ·
1990 – 1999 ·
2000 – 2009 ·
2010 – 2019 ·
2020 – 2029
EK's: 1984 · 
1992 · 
1996 · 
2000 · 
2004 · 
2008 · 
2012 · 
2016 · 
2020 · 
2024
WK's: 1930 · 
1934 · 
1938 · 
1954 · 
1958 · 
1966 · 
1978 · 
1982 · 
1986 · 
1998 · 
2002 · 
2006 · 
2010 · 
2014 · 
2018 · 
2022
OS: 1900 · 
1908 · 
1920 · 
1924 · 
1948 · 
1952 · 
1960 · 
1968 · 
1976 · 
1984 · 
1996 · 
2020
1904 · 
1905 · 
1906 · 
1907 · 
1908 · 
1909 · 
1910 · 
1911 · 
1912 · 
1913 · 
1914 · 
1915 · 1916 · 1917 · 1918 · 
1919 · 
1920 · 
1921 · 
1922 · 
1923 · 
1924 · 
1925 · 
1926 · 
1927 · 
1928 · 
1929 · 
1930 · 
1931 · 
1932 · 
1933 · 
1934 · 
1935 · 
1936 · 
1937 · 
1938 · 
1939 · 
1940 · 1941  · 
1942 · 
1943 · 1944  · 
1945 · 
1946 · 
1947 · 
1948 · 
1949 · 
1950 · 
1951 · 
1952 · 
1953 · 
1954 · 
1955 · 
1956 · 
1957 · 
1958 · 
1959 ·
1960 · 
1961 · 
1962 · 
1963 · 
1964 · 
1965 · 
1966 · 
1967 · 
1968 · 
1969 ·
1970 · 
1971 · 
1972 · 
1973 · 
1974 · 
1975 · 
1976 · 
1977 · 
1978 · 
1979 ·
1980 · 
1981 · 
1982 · 
1983 · 
1984 · 
1985 · 
1986 · 
1987 · 
1988 · 
1989 · 
1990 · 
1991 · 
1992 · 
1993 · 
1994 · 
1995 · 
1996 · 
1997 · 
1998 · 
1999 · 
2000 · 
2001 · 
2002 · 
2003 · 
2004 · 
2005 · 
2006 · 
2007 · 
2008 · 
2009 · 
2010 · 
2011 · 
2012 · 
2013 · 
2014 · 
2015 · 
2016 · 
2017 · 
2018 ·
2019 ·
2020 ·
2021 ·
2022 ·
2023
Albanië ·
Algerije ·
Andorra ·
Argentinië ·
Armenië ·
Australië ·
Azerbeidzjan ·
België ·
Bolivia ·
Bosnië en Herzegovina ·
Brazilië ·
Bulgarije ·
Canada ·
Chili ·
China ·
Colombia ·
Costa Rica ·
Cyprus ·
Denemarken ·
Duitse Democratische Republiek ·
Duitsland ·
Ecuador ·
Egypte ·
Engeland ·
Estland ·
Faeröer ·
Finland ·
Georgië ·
Gibraltar ·
Griekenland ·
Honduras ·
Hongarije ·
Ierland ·
IJsland ·
Iran ·
Israël ·
Italië ·
Ivoorkust ·
Jamaica ·
Japan ·
Joegoslavië ·
Kameroen ·
Kazachstan ·
Koeweit ·
Kroatië ·
Letland ·
Litouwen ·
Luxemburg ·
Malta ·
Marokko ·
Mexico ·
Moldavië ·
Nederland ·
Nieuw-Zeeland ·
Nigeria ·
Noord-Ierland ·
Noorwegen ·
Oekraïne ·
Oostenrijk ·
Paraguay ·
Peru · 
Polen ·
Portugal ·
Roemenië ·
Rusland ·
Saoedi-Arabië ·
Schotland ·
Senegal ·
Servië ·
Slovenië ·
Slowakije ·
Sovjet-Unie ·
Spanje ·
Togo ·
Tsjechië ·
Tsjecho-Slowakije ·
Tunesië ·
Turkije ·
Uruguay ·
Verenigde Staten ·
Wales ·
Wit-Rusland ·
Zuid-Afrika ·
Zuid-Korea ·
Zweden ·
Zwitserland
Albanië (2016) ·
Argentinië (2018) ·
Argentinië (2022) ·
Australië (2018) · 
België (1904) · 
België (2018) · 
Brazilië (1998) · 
Brazilië (2006) · 
Denemarken (2002) · 
Denemarken (2018) ·
Duitsland (2014) · 
Duitsland (2021) · 
Ecuador (2014) · 
Engeland (1982) · 
Engeland (2012) · 
Engeland (2022) ·
Honduras (2014) · 
Hongarije (2021) · 
Italië (2000) · 
Italië (2006) · 
Italië (2008) · 
Japan (2001) · 
Kameroen (2003) · 
Koeweit (1982) · 
Kroatië (2018) · 
Marokko (2022) ·
Mexico (2010) · 
Nederland (2008) · 
Nigeria (2014) ·
Noord-Ierland (1982) · 
Oekraïne (2012) · 
Oostenrijk (1982) · 
Peru (2018) · 
Polen (1982) · 
Polen (2022) ·
Portugal (2006) · 
Portugal (2016) ·
Portugal (2021) ·
Roemenië (2008) ·
Roemenië (2016) ·
Senegal (2002) · 
Spanje (1984) ·
Spanje (2006) ·
Spanje (2012) ·
Spanje (2021) ·
Togo (2006) ·
Tsjecho-Slowakije (1982) ·
Uruguay (2002) ·
Uruguay (2010) ·
Uruguay (2018) ·
Zuid-Afrika (2010) ·
Zuid-Korea (2006) ·
Zweden (2012) ·
Zwitserland (2006) ·
Zwitserland (2014) ·
Zwitserland (2016) ·
Zwitserland (2021)
AFC-zone: Afghanistan · Australië · Bahrein · Bangladesh · Bhutan · Brunei · Cambodja · China · Chinees Taipei · Filipijnen · Guam · Hongkong · India · Indonesië · Iran · Irak · Japan · Jemen · Jordanië · Koeweit · Kirgizië · Laos · Libanon · Macau · Maleisië · Maldiven · Mongolië · Myanmar · Nepal · Noord-Korea · Oezbekistan · Oman · Oost-Timor · Pakistan · Palestina · Qatar · Saoedi-Arabië · Singapore · Sri Lanka · Syrië · Tadjikistan · Thailand · Turkmenistan · Verenigde Arabische Emiraten · Vietnam · Zuid-Korea

CAF-zone: Algerije · Angola · Benin · Botswana · Burkina Faso · Burundi · Centraal-Afrikaanse Republiek · Comoren · Congo-Brazzaville · Congo-Kinshasa · Djibouti · Egypte · Equatoriaal-Guinea · Eritrea · Ethiopië · Gabon · Gambia · Ghana · Guinee · Guinee-Bissau · Ivoorkust · Kaapverdië · Kameroen · Kenia · Lesotho · Liberia · Libië · Madagaskar · Malawi · Mali · Mauritanië · Mauritius · Marokko · Mozambique · Namibië · Niger · Nigeria · Oeganda · Rwanda · Sao Tomé en Principe · Senegal · Seychellen · Sierra Leone · Soedan · Somalië · Swaziland · Tanzania · Togo · Tsjaad · Tunesië · Zambia · Zimbabwe · Zuid-Afrika · Zuid-Soedan 

CONCACAF-zone: Amerikaanse Maagdeneilanden · Anguilla · Antigua en Barbuda · Aruba · Bahama's · Barbados · Belize · Bermuda · Britse Maagdeneilanden · Canada · Kaaimaneilanden · Costa Rica · Cuba · Curaçao · Dominica · Dominicaanse Republiek · El Salvador · Frans Guyana · Grenada · Guadeloupe · Guatemala · Guyana · Haïti · Honduras · Jamaica · Martinique · Mexico · Montserrat · 
Nicaragua · Panama · Puerto Rico · Saint Kitts en Nevis · Saint Lucia · Saint Vincent en de Grenadines · Sint Maarten · Suriname · Trinidad en Tobago · Turks- en Caicoseilanden · Verenigde Staten

CONMEBOL-zone: Argentinië · Bolivia · Brazilië · Chili · Colombia · Ecuador · Paraguay · Peru · Uruguay · Venezuela

OFC-zone: Amerikaans-Samoa · Cookeilanden · Fiji · Nieuw-Caledonië · Nieuw-Zeeland · Papoea-Nieuw-Guinea · Samoa · Salomoneilanden · Tahiti · Tonga · Vanuatu

UEFA-zone: Albanië · Andorra · Armenië · Azerbeidzjan · België · Bosnië en Herzegovina · Bulgarije · Cyprus · Denemarken · Duitsland · Engeland · Estland · Faeröer · Finland · Frankrijk · Georgië · Gibraltar · Griekenland · Hongarije · IJsland · Ierland · Israël · Italië · Kazachstan · Kosovo · Kroatië · Letland · Liechtenstein · Litouwen · Luxemburg · Macedonië · Malta · Moldavië · Montenegro · Nederland · Noord-Ierland · Noorwegen · Oekraïne · Oostenrijk · Polen · Portugal · Roemenië · Rusland · San Marino · Schotland · Servië · Slovenië · Slowakije · Spanje · Tsjechië · Turkije · Wales · Wit-Rusland · Zweden · Zwitserland